# 松尾站 (長崎縣)
松尾站（日语：／ Matsuo eki */?）是位於長崎縣島原市有明町松崎，島原鐵道的島原鐵道線車站。

## 歷史
- 1931年（昭和6年）10月1日 - 松尾町站（日语：／）啟用。
- 1964年（昭和39年）9月1日 - 撒走列車交會設備。
- 1966年（昭和41年）6月1日 - 成為業務委託車站。
- 1968年（昭和43年）3月31日 - 結束貨物業務。
- 1973年（昭和48年）2月1日 - 成為無人車站。
- 1984年（昭和59年）11月 - 新建車站大樓[1]。
- 2019年（令和元年）10月1日 - 車站改名為松尾站[2]。

## 車站構造
車站是一座地面車站，設有1面1線的單式月台。月台位於路軌東邊。此站沒有車站大樓，在月台上設有一座建築物，建築物內為候車室和單車停泊場，也設有車站出入口。此站是無人車站，沒有檢票口。

## 車站周邊
站前設有大型停車場。車站東邊設有與島原鐵道並行的縣道208號。沿縣道上設有數間商店。另外站前縣道上設有松尾簡易郵局。國道251號位於車站西邊。

## 使用狀況
在2012年度的一年總乘車人次為4,415人，下車人次為6,062人。
以下為近年一年總乘車人次和下車人次變化。
| 年度               | 一年總 乘車人次 | 一年總 下車人次 |
| ------------------ | --------------- | --------------- |
| 2000年（平成12年） | 16,550          | 20,123          |
| 2001年（平成13年） | 14,988          | 16,947          |
| 2002年（平成14年） | 15,592          | 17,833          |
| 2003年（平成15年） | 14,160          | 16,311          |
| 2004年（平成16年） | 14,398          | 16,108          |
| 2005年（平成17年） | 12,443          | 14,219          |
| 2006年（平成18年） | 10,871          | 12,666          |
| 2007年（平成19年） | 8,219           | 9,296           |
| 2008年（平成20年） | 6,197           | 6,855           |
| 2009年（平成21年） | 5,125           | 7,033           |
| 2010年（平成22年） | 4,126           | 5,980           |
| 2011年（平成23年） | 3,557           | 5,223           |
| 2012年（平成24年） | 4,415           | 6,062           |

## 相鄰車站
島原鐵道
■島原鐵道線
急行
通過
普通
大三東－松尾－三會

## 注腳
1. ↑  《島原鐵道100年史》島原鐵道，2008年，140頁
2. ↑  「10月以降の鉄道・バスの各種変更について」島原鉄道　お知らせ　2019年8月23日 （页面存档备份，存于）（日語）
3. ↑  第61版（平成26年）長崎統計年鑑 （页面存档备份，存于）（日語） - 長崎縣
4. ↑  長崎縣統計年鑑  （页面存档备份，存于）（日語），2020年9月5日參閲

## 外部連結
- 松尾站 - 島原鐵道 （页面存档备份，存于）（日語）